# 玄武 (朱徽煠)
玄武（1451年八月），为中国明朝时期岷莊王朱楩（明太祖第十八子）的四子廣通王朱徽煠的年号，前后共1个月。

## 西元紀年對照表
| 玄武 | 元年   |
| ---- | ------ |
| 公元 | 1451年 |
| 干支 | 辛未   |

## 同期存在的其他政权年号
- 中國
  - 景泰（1450年－1457年）：明朝—明代宗朱祁鈺之年号
- 越南
  - 大和（1443年－1454年）：后黎朝—黎仁宗黎邦基之年号
- 日本
  - 寶德（1449年－1452年）：后花园天皇之年號

## 參看
- 中國年號索引
- 玄武 (消歧義)